# Február 14.
Február 14. az év 45. napja a Gergely-naptár szerint. Az évből még 320 (szökőévekben 321) nap van hátra.
Névnapok: Bálint, Valentin + Brúnó, Jozefa, Jozefin, Jozefina, Kirill, Konor, Konrád, Kurt, Kürt, Metód

## Események

### Politikai események
- 1530 – Somlyói Báthori István (1477–1534) lesz az erdélyi vajda.
- 1638 – Jakusics György veszprémi püspök Pozsonyban megkoronázza III. Ferdinánd király feleségét, Mária Anna spanyol infánsnőt (1606–1646) magyar királynévá.[1]
- 1831 – Vicente Guerrero mexikói köztársasági elnök kivégzése.
- 1893 – Az USA annektálja Hawaiit.
- 1912 – Arizona az Amerikai Egyesült Államok 48. tagállamaként belép az Unió közösségébe.
- 1957 – Lezárult a január 1-jén indított Operation Safe Haven, melynek keretében az amerikai hadsereg kb 15-21 ezer magyar 56-os menekültet szállított az Amerikai Egyesült Államokba repülőn és hajón.
- 1977 – Új alkotmányt fogadnak el Afganisztánban.
- 1989 – A Khomeini ajatollah által vezetett papi tanács halálos ítéletet („fatvát”) mond ki Salman Rushdie indiai íróra, „A sátáni versek” szerzőjére, az iszlám vallás megsértése miatt.
- 2002 – A kabuli repülőtéren az elutazásukra napok óta váró dühödt zarándokok agyonverték Abdul Rehmant, az afgán átmeneti kormány légi forgalmi és turisztikai miniszterét.

### Tudományos és gazdasági események
- 1831 – A Magyar Tudós Társaság (Magyar Tudományos Akadémia megtartja első közgyűlését
- 1918 – Oroszországban bevezetik a naptárreformot, e naptól kezdve a Gergely-naptár használatos (Oroszországban az ezt megelőző nap a juliánus naptár szerinti január 31. volt).
- 2000 – Az amerikai NEAR űrszonda megérkezik az Eros kisbolygóhoz, és a holdjává válik.
- 2003 – Elpusztul Dolly, a birka, a világ első hivatalosan klónozott emlőse.

### Kulturális események
- 2006 – Rekordösszegért, 2 928 000 dollárért talál gazdára Edward Steichen „The Pond-Moonlight” ([halott link]) című piktorialista fényképe, mely duplája az addigi rekordösszegnek.

#### Irodalmi, színházi és filmes események
- 1931 – Ezen a napon mutatták be a Lugosi Béla által játszott Drakula filmet.
- 1997 – Ezen a napon adták át először a Molnár Pál által alapított Balassi Bálint-emlékkardot.

### Sportesemények
- 1952 – VI. téli olimpiai játékok megnyitása a norvégiai Oslóban (zárónap: február 25.).

### Egyéb események
- 1939 – Ezen a napon bocsátották vízre a Bismarck csatahajót
- 2005 – Ekkor alapították meg a ma is ismert YouTube videómegosztót

## Születések
- 1368 – Luxemburgi Zsigmond német-római császár, magyar és cseh király († 1437)
- 1404 – Leon Battista Alberti olasz humanista, építész, író, költő, filozófus, kriptográfus, nyelvész, reneszánsz polihisztor († 1472)
- 1490 – Valentin Trotzendorf német pedagógus († 1556)
- 1602 – Francesco Cavalli olasz barokk zeneszerző († 1676)
- 1706 – Bahil Mátyás evangélikus lelkész († 1761)
- 1799 – Gyulai Gaál Miklós honvéd tábornok († 1854)
- 1813 – Alekszandr Szergejevics Dargomizsszkij orosz zeneszerző († 1869)
- 1858 – Joseph Thomson skót utazó, felfedező, Afrika-kutató († 1895)
- 1869 – Charles Thomson Rees Wilson Nobel-díjas angol-skót fizikus († 1959)
- 1878 – Barta Ernő magyar festőművész, grafikus († 1956)
- 1880 – Lux Kálmán magyar műépítész, restaurátor († 1961)
- 1886 – Kogutowicz Károly magyar geográfus, térképész, egyetemi tanár, Kogutowitz Manó fia († 1948)
- 1894 – Jack Benny amerikai rádiós és tévés († 1974)
- 1898 – Fritz Zwicky svájci-amerikai csillagász († 1974)
- 1904 – Hans Morgenthau amerikai jogász, politikatudós († 1980)
- 1913 – Baylis Levrett amerikai autóversenyző († 2002)
- 1920 – Nádory Margit magyar színésznő († 1991)
- 1920 – Szöllősy Irén magyar bábművész, az Állami Bábszínház alapító tagja († 2011)
- 1927 – Buss Gyula magyar színész († 2008)
- 1931 – Csurgai Lajos magyar vegyészmérnök, gazdasági mérnök, nehézipari miniszterhelyettes (1977–1980) († 2007)
- 1932 – Csermák József magyar kalapácsvető, olimpiai bajnok († 2001)
- 1936 – Sztankay István Kossuth-díjas magyar színész, a nemzet színésze († 2014)
- 1936 – Kézdy György magyar színész († 2013)
- 1942 – Michael Bloomberg amerikai üzletember, New York City polgármestere
- 1942 – Ricardo Rodríguez mexikói autóversenyző († 1962)
- 1944 – Sir Alan William Parker brit forgatókönyvíró, színész, filmrendező, producer († 2020)
- 1944 – Ronnie Peterson svéd autóversenyző († 1978)
- 1945 – II. János Ádám liechtensteini uralkodó herceg
- 1946 – Gregory Hines amerikai színész, énekes, táncos († 2003)
- 1946 – Csepeli György magyar szociálpszichológus
- 1947 – Balla Margit magyar festőművész, grafikus, rendező, díszlet- és jelmeztervező
- 1949 – Vágó István magyar televíziós műsorvezető, politikus († 2023)
- 1950 – Sir Kati magyar színésznő
- 1958 – Bartal Zsuzsa Déryné-díjas magyar színésznő
- 1962 – Porsche Lynn  amerikai pornószínésznő
- 1967 – Bernie Moreno kolumbiai születésű amerikai politikus
- 1968 – Ľubomír Galko szlovák politikus, védelmi miniszter
- 1971 – Gheorghe Mureşan  román kosárlabdázó
- 1972
  - Bölöni Réka magyar színésznő
  - Rob Thomas amerikai énekes, dalszerző
- 1980 – Nicholas Santos brazil úszó
- 1982 – Takács Ákos labdarúgó
- 1983 – Bacary Sagna francia válogatott labdarúgó, hátvéd
- 1983 – Dénes Zsolt magyar labdarúgó, kapus
- 1984 – Matt Barr amerikai színész
- 1986
  - Aschwin Wildeboer spanyol úszó
  - Michael Ammermüller német autóversenyző
  - Tiffany Thornton amerikai színésznő, énekesnő
- 1987 – Edinson Cavani uruguayi labdarúgó
- 1988 – Alessio Bisori olasz kézilabdázó († 2012)
- 1990 – Brett Dier amerikai színész
- 1995 – Bóta Botond műugró

## Halálozások
- 269 - Szent Bálint (Valentinus) nevű Rómához közeli Terni város püspöke, keresztény mártír kivégzésének napja
- 869 – Szent Cirill (* 827)
- 1400 – II. Richárd angol király (* 1367)
- 1571 – Odet de Coligny, más néven Châtillon bíboros, Toulouse érseke, Beauvais püspöke, pair, később a hugenották egyik vezére (* 1517)
- 1779 – James Cook brit hajóskapitány, felfedező (* 1728)
- 1831 – Vincente Guerrero Mexikó köztársasági elnöke (* 1782)
- 1894 – Eugène Charles Catalan belga matematikus (* 1814)
- 1914 – Henri-Émile Bazin francia mérnök (* 1829)
- 1914 – Joshua Lawrence Chamberlain az amerikai polgárháború tábornoka (* 1828)
- 1933 – Carl Correns német botanikus, genetikus (* 1864)
- 1943 – David Hilbert német matematikus (* 1862)
- 1964 – Csathó Kálmán magyar író, rendező (* 1881)
- 1975 – Julian Huxley angol biológus, zoológus (* 1887)
- 1976 – Piero Scotti olasz autóversenyző (* 1909)
- 1988 – Cal Niday amerikai autóversenyző (* 1916)
- 1992 – Angelique Pettyjohn, amerikai filmszínésznő (* 1943)
- 1993 – Bacsik Elek dzsesszgitáros, dzsesszhegedűs, multiinstrumentalista (húros hangszerek) (* 1926)
- 2002 – Hidegkuti Nándor válogatott labdarúgó, az Aranycsapat tagja (* 1922)
- 2004 – Kozma Pál kertészmérnök, szőlőnemesítő, az MTA tagja (* 1920)
- 2005 – Rafik Hariri Libanon miniszterelnöke (* 1944)
- 2007 – Erdőss Pál Balázs Béla-díjas magyar filmrendező (* 1947)
- 2014 – Herpai Sándor dobos, a V’Moto-Rock dobosa (* 1954)
- 2015 – Kusztos Endre erdélyi magyar festőművész (* 1925)
- 2018 – Kallós Zoltán, kétszeres Kossuth-díjas néprajzkutató, népzenegyűjtő, a nemzet művésze  (* 1926)
- 2025 – Csombor Teréz, magyar színésznő (* 1956)

## Ünnepek, emléknapok, világnapok
- Bálint-nap, Szent Bálint, a szerelmesek védőszentjének ünnepe („Valentin-nap”, a szerelmesek ünnepe). A szerelmesek, a jóbarátok és mindazok ünnepe, akik szeretik egymást. Magyarországon csupán egy évtizede kezdték el széles körben ünnepelni, bár a magyarországi svábok körében hagyományosan népszerű. Amerikában és Angliában szinte kizárólag a fiatalok ünnepe, amikor kisebb ajándékokkal (például virággal, színes léggömbökkel, szívekkel) lepik meg egymást.
- Epilepsziával élők napja. A Nemzetközi Epilepsziaellenes Iroda (IBE) 1997. február 14-re hirdette meg az epilepsziával élők első világnapját. Azért került e nap Szent Bálint napjára, mert ő nemcsak a szerelmesek mentora, de az epilepsziások védőszentje is. A világnap lehetőséget nyújt a betegséggel és gyógyítással kapcsolatos szélesebb körű tájékoztatásra és az epilepsziával élőkkel való kézfogására.
- Szent Cirill és Szent Metód, Európa védőszentjei ünnepe a katolikus egyházban
- Bulgária: Szent Trifon ünnepe (Trifon Zarezan, azaz „Szőlőmetsző Trifon”, a szőlőművesek védőszentje)[2]